# Bulbophyllum decumbens
Bulbophyllum decumbens là một loài phong lan thuộc chi Bulbophyllum.